# Південний міст (комп'ютер)

Схематичне розташування південного мосту на системній платі

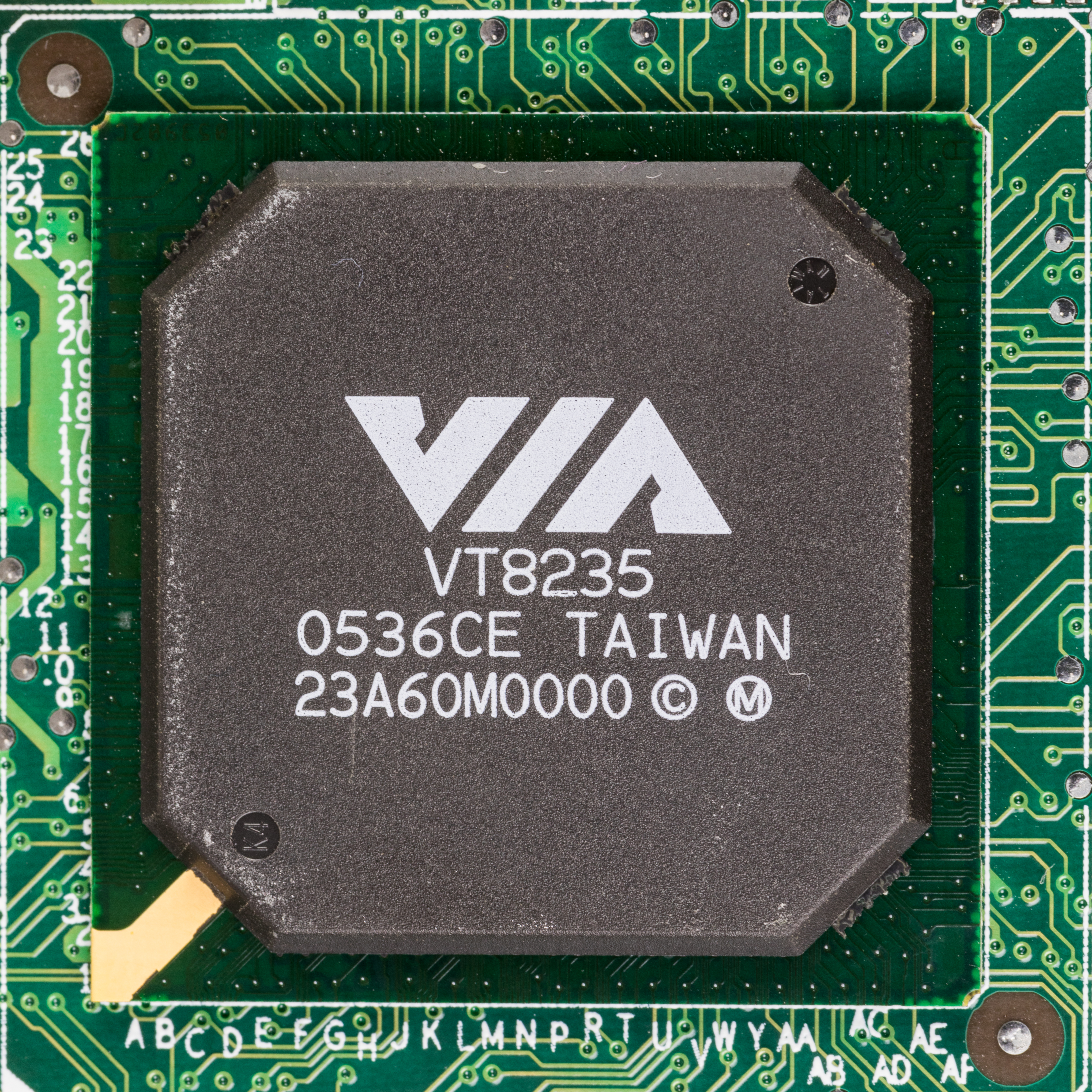
Південний міст VIA 8235

Південний міст (від англ. Southbridge) (функціональний контролер) — контролер-концентратор введення-виведення (від англ. I/O Controller Hub, ICH).
Зазвичай це одна мікросхема, яка пов'язує «Повільні» (порівняно зі зв'язкою «Центральний процесор-ОЗП») взаємодії (наприклад, Low Pin Count, Super I/O або роз'єми шин для підключення периферійних пристроїв) на материнській платі з ЦПУ через Північний міст, який, на відміну від Південного, зазвичай підключений безпосередньо до центрального процесора.

## Компоненти південного мосту
Функціонально південний міст містить: 
- контролери шин PCI, PCI Express, SMBus, I2C, LPC, Super I/O
- DMA контролер;
- контролер переривань;
- PATA (IDE) і SATA контролери;
- годинник реального часу (Real Time Clock);
- керування живленням (Power management, APM і ACPI);
- незалежну пам'ять BIOS (CMOS);
- звуковий контролер (зазвичай AC'97 або Intel HDA).

Опціонально південний міст також може включати в себе контролер Ethernet, RAID-контролери, контролери USB, контролери FireWire та аудіо-кодек.
Рідше південний міст включає в себе підтримку клавіатури, миші та послідовних портів, але зазвичай ці пристрої підключаються за допомогою іншого пристрою — Super I/O (контролера введення-виведення).
Підтримка шини PCI включає в себе традиційну специфікацію PCI, але може також забезпечувати підтримку шини PCI-X і PCI Express. Хоча підтримка шини ISA використовується достатньо рідко, вона залишилася, що цікаво, невід'ємною частиною сучасного південного мосту. Шина SM використовується для зв'язку з іншими пристроями на материнській платі (наприклад, для керування вентиляторами). Контролер DMA дозволяє пристроям на шині ISA або LPC отримувати прямий доступ до оперативної пам'яті, обходячись без допомоги центрального процесора.
Контролер переривань забезпечує механізм інформування ПО, що виконується на ЦПУ, про події в периферійних пристроях. IDE інтерфейс дозволяє «побачити» системі жорсткі диски. Шина LPC забезпечує передачу даних та керування Super I/O (це такі пристрої, як клавіатура, миша, паралельний, послідовний порт, інфрачервоний порт та флоппі-контролер) і BIOS ROM (флеш).
APM або ACPI функції дозволяють перевести комп'ютер в «сплячий режим» або вимкнути його.
Системна пам'ять CMOS, підтримувана живленням від батареї, дозволяє створити обмежену за об'єму область пам'яті для зберігання системних налаштувань (налаштувань BIOS).
Опис Південного мосту Х570
AMD архітектура, приклади та компоненти 